# Флавиан Манкин
Флавиан Манкин, светско име Йосиф Манкин, е католически свещеник и първата жертва на репресии над Католическата църква в България в средата на XX век.

## Биография
Йосиф Манкин е роден в село Калъчлии (днес кв. Генерал Николаево на град Раковски) на 11 ноември 1914 г. През 1927 г. заминава за Италия, където е приет във францисканска семинария в Южен Тирол поради факта, че семинарията в България е закрита. Постъпва в Ордена на капуцините в Клаузен на 28 август 1931 г. и приема монашеско име Флавиан. След това започва да следва философия и богословие. Тържествен обет полага на 12 ноември 1935 г. и бива ръкоположен за свещеник на 17 декември 1938 г. 
През 1939 г. се завръща в България, където започва да изпълнява богослужение в Генерал Николаево, Пловдив и по-късно в Секирово. Грижи се за младежта, организира енорийски хорове в двете села. Отличава се със спокойствие и непосредственост. Музикално надарен, свири на орган. В своите проповеди говори много за любовта към Църквата, отечеството и социалната справедливост.
По време на следобедната служба в църквата „Свети Архангел Михаил“ в село Секирово през октомври 1944 г., той е насилствено отвлечен от църквата. Двама от неговите миряни – Гено Буров и Рафаел Пеев – опитали са да го защитят, са също арестувани от народната милиция и открани в село Стряма. Предполага се, че те са убити рано сутринта на 21 октомври 1944 г. в гората около река Стряма. На сутринта някои селяни, отиващи към Пловдив виждат мъртвите им тела до моста на река Стряма. Телата им никога не са намерени и се предполага се, че са изхвърлени в реката. Историците споделят мнението на местното население, че най-вероятно известният партизански командир Леваневски стои зад мистериозното изчезване на 29-годишния свещеник. 
- Стъклописи на отец Манкин и неговите миряни - мъченици на вярата в църквата от която са отвлечени
- Витраж на отец Флавиан Манкин
- Витраж на Гено Буров
- Витраж на Рафаел Пеев

На 25 август 1998 г. към процеса за беатификация на отец Фортунат Бакалски са присъединени отец Флавиан Манкин и епископ Иван Романов. От 17 ноември 1998 г. те носят титлата „Божи слуга“. Няколко седмици преди посещението на папа Йоан Павел II в България през 2002 година, барелеф на епископ Евгений Босилков, епископ Иван Романов и отец Флавиан Манкин е изграден пред църквата „Пресвето сърце Исусово“ в гр. Раковски в знак на почит към тяхното дело.
На предполагаемото място до моста на река Стряма през септември 2014 г. е издигнат кръст във връзка със 70-годишнина от гибелта на Флавиан Манкин и неговите миряни. От 21 юли 2020 г. една от улиците в родното му място носи неговото име.
На 23 октомври 2023 година в храма „Свети Архангел Михаил“ в град Раковски е проведена първата публична сесия от беатификационния му процес.
- Мемориален кръст
- Мемориална плоча